# Saíde ibne Maclade
Saíde ibne Maclade (Sa'id ibn Makhlad - lit. "Saíde, filho de Maclade"; m. 889) foi um oficial sênior do Califado Abássida. Nascido um cristão nestoriano, converteu-se ao islamismo e serviu como secretário na capital abássida, Bagdá. Ascendeu à proeminência durante a regência de Almuafaque (r. 870–891) sobre seu irmão, o califa Almutâmide (r. 870–892): entre 875 e 885, serviu como vizir de facto do califado, embora não portou o título.
Sua valiosa assistência para Almuafaque foi reconhecida em 882 pela concessão do título honorífico único de duluizarataim (Dhu'l-Wizaratayn, "possuidor dos dois vizirados"), com o qual ele aparece mesmo em moedas. Contudo, as atividades de seu irmão, Adum, que permaneceu cristão e tentou obter concessões para os assuntos cristãos do califado, levou-o a uma súbita queda do poder em 885. Ele morreu em 889. Alguns estudiosos consideraram erroneamente que Saíde fosse irmão de outro cristão convertido, Haçane, que foi seu predecessor como vizir.